# توم أورورك
توم أورورك (بالإنجليزية: Tom O'Rourke)‏ هو لاعب كرة قاعدة أمريكي، ولد في أكتوبر 1865، وتوفي في 19 يوليو 1929.

## وصلات خارجية
- توم أورورك على موقعبيزبول رفرنس.كوم (الدوري الرئيسي) (الإنجليزية)